# Eva van Heijningen
Eva van Heijningen (Den Haag, 18 september 1958) is een Nederlands actrice, poppenspeelster, videomaakster en toneelschrijfster.

## Loopbaan
Van Heijningen werd geboren als dochter van de advocaat Leo van Heijningen en een Oostenrijkse moeder. Ze volgde de pedagogische academie in Den Haag. Na deze te hebben afgerond gaf ze een jaar les. Vervolgens deed Van Heijningen de toneelschool Studio Herman Teirlinck in Antwerpen. In Japan studeerde ze butoh bij Yoko Ashikawa, een leerlinge van butoh-grondlegger Tatsumi Hijikata. Daarnaast werd ze bij Actron opgeleid tot trainingsactrice, onder andere voor politiekorpsen.
Ze debuteerde als filmactrice in 1986 in Als in een roes... een minimal movie van Pim de la Parra. Van Heijningen zou later in nog vier films van De la Parra spelen en maakte bovendien in 1993 met Christine Mathon over De la Parra de documentaire There is no budget like low budget die een "Gouden Vlam" won op het Gouden Vlam Videofestival. In 1988 speelde ze in enkele afleveringen van Medisch Centrum West en in 1991 vertolkte ze de rol van Joke Nieuwkoop in Goede tijden, slechte tijden.
Van Heijningen werkte in 1994 bij Dario Fo, over wie ze ook een documentaire maakte. In 1996 speelde ze in een aflevering van de televisieserie Flodder en in de Duitse film Die totale Therapie van Christian Frosch, met Blixa Bargeld (Einstürzende Neubauten). Sindsdien is ze voornamelijk in Duitsland actief, waar ze vanaf 2000 in diverse toneelstukken, films en tv-producties speelde. In 2002 speelde ze een hoofdrol in een aflevering van Detectivespel van de KRO.
Ze is voorts actief als toneelschrijfster. Voor haar eenakter Ruis (2003) kreeg ze de tweede prijs bij het Festival "Hollandse Nieuwe" van dat jaar.
Daarnaast maakt Van Heijningen als cameravrouw en editor video-producties. Ook heeft ze een act, gebaseerd op de butoh dansvorm, die ze op verschillende festivals en bij andere gelegenheden opvoert. Als poppenspeelster heeft ze onder andere bij Feike Boschma gespeeld.
In 2015 deed ze mee aan het SBS6programma Popster! met een parodie op Prinses Beatrix. Ze viel echter in de eerste ronde af.

## Filmografie (beknopt)
- Als in een roes... (1986)
- Die totale Therapie (1996)
- Goede tijden, slechte tijden (1991), als Joke Nieuwkoop
- Medisch Centrum West
- Engel en Broer (2004)
- 170 Hz (2011)
- Helene, een vrouw tussen Liefde en Kunst (2010)
- Dairy#2 ZONTA Award – Oberhausen International Film Festival (2013)
- Aktenzeigen XY Ungelöst
- 170 HZ, regie J. van Ginkel
- Fremdgehen, regie Jeanet Wagner'
- De Profundis, regie Koen Hauser
- Murer, Anatomie eines Prozesses, Regie: Christian Frosch, Österreichischer Filmpreis 2019
- Sphinx, regie Diederik van Rooijen (2024)
- Hut ab, Majestät

## Theater (beknopt)
- Norton-Commander Productions (Duitsland; 2000- 2006)
- Ernst Binder (Graz, 2005)
- l'Italiana in Algeri (1994; Dario Fo)
- Het Bed (Regie Feike Boschma)
- Rosemaries baby, Norton Commander Production
- Neunmal Kleist, M. Sachs
- Cambodja mon Amour, Michael Matthews